# Känguru
För andra betydelser, se Känguru (olika betydelser).

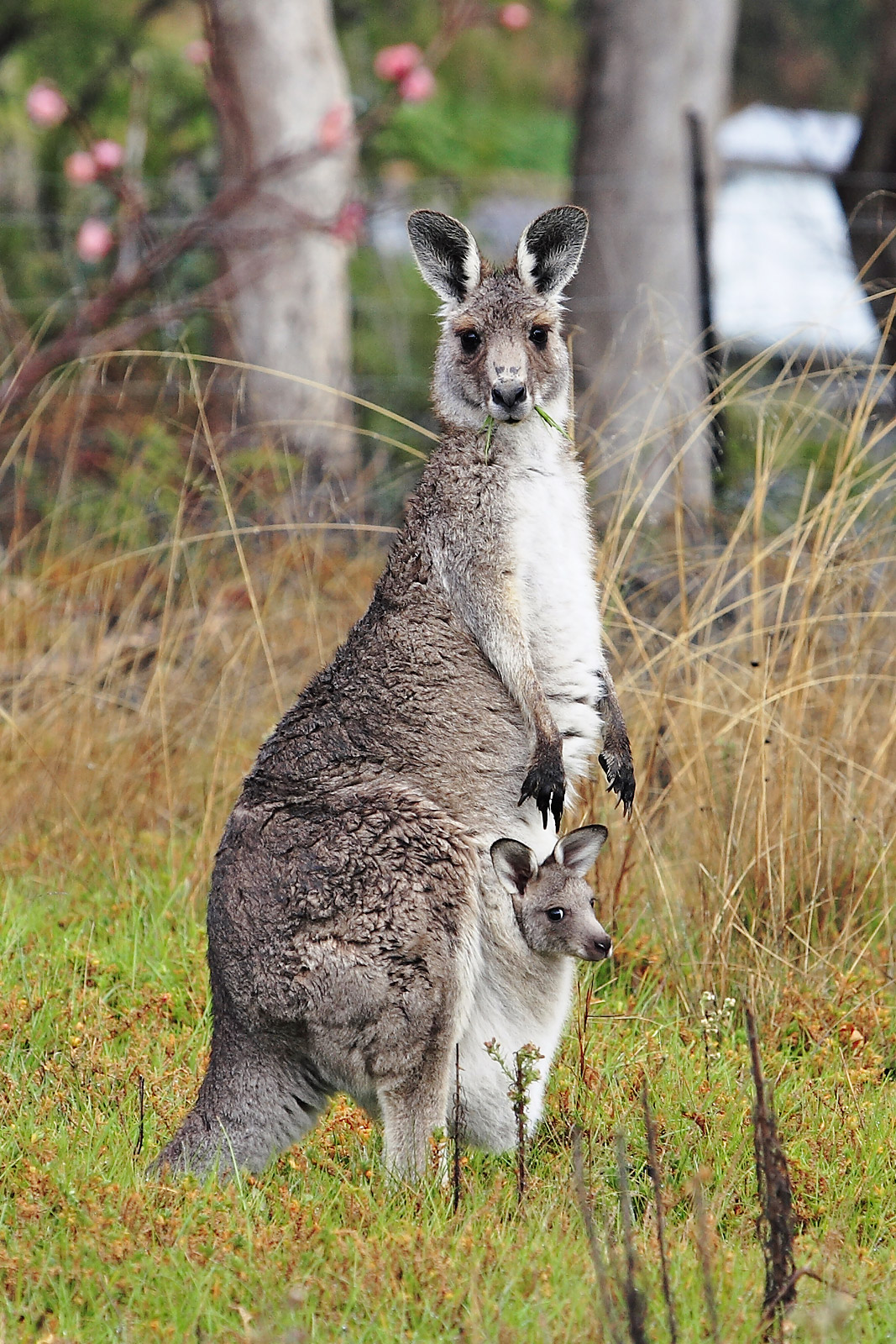
Grå jättekänguru med unge i pungen.

Känguruer är en sorts pungdjur från familjen kängurudjur (Macropodidae). Känguruer utgör ingen systematisk taxon, utan begreppet används framförallt för storvuxna arter av släktet Macropus, bland andra röd jättekänguru och grå jättekänguru. På svenska betraktas dock ibland kängurudjur och känguru som synonymer.
Mindre kängurudjur brukar kallas vallabyer.  Användningen av ordet vallaby är lite oenhetligt. Egentligen är vallaby ett undersläkte till släktet Macropus med åtta arter. Å andra sidan används namnet vallaby för kängurudjur som inte är tillräckligt stora för att kunna klassificeras som känguru eller inte fått något annat namn. Det finns ingen direkt linje var gränsen för klassificeringen går. Generellt betecknas kängurudjur som vallaby när de är mindre och kraftigare byggd än en känguru. Kängurun är känd för att kunna balansera på svansen under parningstider men även för att skrämma andra vilda djur.

## Källhänvisningar
1. ↑  "känguruer". NE.se. Läst 15 september 2014.